# Estadio Metropolitano (Nezahualcóyotl)
El Estadio Metropolitano es un recinto localizado en el Municipio de Nezahualcóyotl en el Estado de México usado para eventos deportivos. Está hecho para la práctica del fútbol y tiene una superficie de pasto sintético. Se presume que desde su remodelación el estadio contaba con 40 años de existencia.
La remodelación fue a cargo del Gobierno Municipal y tuvo un costo de $ 33 millones de pesos; se reinauguró el 17 de septiembre del 2017 con un partido de veteranos del antiguo Neza FC contra veteranos de Pumas UNAM que terminó en empate (3 - 3); a tal evento asistieron alrededor de 5000 personas.
Actualmente el estadio sirve como campo de entrenamiento de la escuela de fútbol del municipio y es administrado por el Instituto Municipal de Cultura Física y Deporte. También es usado como sede local del equipo Neza FC.